# سوکولوفسکویه (باشقیرستان)
سوکولوفسکویه (انگلیسی: Sokolovskoye, Republic of Bashkortostan) یک شهرک در شهرستان بلاگووشچنسکی باشقیرستان کشور روسیه است.